# Møbelringen Cup 2012
Møbelringen Cup 2012 var den 12. udgave af kvindehåndboldturneringen Møbelringen Cup og blev afholdt fra den 23. – 25. november 2012 i Bergen i Norge. Turneringen havde deltagelse af Frankrig, Danmark, Sverige og værtsnationen Norge.  Turneringen blev vundet af Frankrig. 

## Resultater
| Dato     | Hold 1   | Hold 2   | Resultat |
| -------- | -------- | -------- | -------- |
| 23.11.12 | Frankrig | Sverige  | 24-22    |
| 23.11.12 | Norge    | Danmark  | 27-31    |
| 24.11.12 | Frankrig | Danmark  | 35-33    |
| 24.11.12 | Norge    | Sverige  | 30-28    |
| 25.11.12 | Danmark  | Sverige  | 31-25    |
| 25.11.12 | Norge    | Frankrig | 22-23    |
| Kilde    |          |          |          |

| Hold                               | Kampe | Mål   | Point |
| ---------------------------------- | ----- | ----- | ----- |
| Frankrig                           | 3     | 82-77 | 6     |
| Danmark                            | 3     | 95-87 | 4     |
| Norge                              | 3     | 79-82 | 2     |
| Sverige                            | 3     | 75-85 | 0     |
| (Webside ikke længere tilgængelig) |       |       |       |